# 前辛疃村
前辛疃村位于李哥庄镇北部，西依大沽河（青岛市最大的河流），往东约4公里就是青岛西站（全国六大铁路编组之一），紧邻青银高速公路。人口约1500人，约500户。历史悠久，建于明洪武年间。